# Caterina Vasa (1539-1610)
Caterina Vasa de Suècia (en suec Katarina Gustavsdotter Vasa) va néixer a Estocolm (Suècia) el 6 de juny de 1539 i va morir a Berum el 21 de desembre de 1610. Era una princesa sueca, filla del rei Gustau I de Suècia (1496-1560) i de Margarida Leijonhufvud (1514-1551).
Caterina va rebre una bona educació renaixentista. Era considerada una persona intel·ligent i amb un caràcter independent, i tenia un gran interès per la literatura i la teologia. Era una persona de fermes conviccions religioses dins de l'església protestant. Va visitar Wittenberg i va escriure una interpretació de la Bíblia. Després de la mort del seu marit també va escriure una oda al seu funeral.
El casament de la princesa sueca obeïa a interessos estratègics de Suècia. Les negociacions per a formalitzar el casament es van allargar durant anys. I finalment, quan se celebrà el 1559 la boda es va veure alterada per l'escàndol de les relacions de la seva germana Cecília amb el germà del qui havia de ser el seu marit Edzard II, el qual va ser empresonat i possiblement castrat.
La mare d'Edzard II temia una excessiva influència de Suècia, per la qual cosa va dividir el comtat de Frísia entre els seus fills. Després de la mort del seu marit Caterina exercí la regència de Frísia des de 1599 al 1610.

## Matrimoni i fills
L'1 d'octubre de 1559 es va casar a Estocolm amb Edzard II d'Ostfriesland (1532-1599), fill del comte de Frísia Enno II (1500-1540) i d'Anna d'Oldenburg (1501-1575). El matrimoni va tenir els següents fills:
- Margarida (1560-1588).
- Anna (1562-1621), casada primer amb l'Elector Palatí Lluís VI (1539-1583), després amb Ernest Frederic de Baden-Durlach (1560-1604), i finalment amb Juli Enric de Saxònia-Lauenburg (1586-1665).
- Enno (1563-1625), casat primer amb Walpurguis de Rietberg (1556-1586), i després amb Anna de Holstein-Gottorp (1575-1625)
- Joan (1566-1625), casat amb Sabina Caterina de Rietberg (1582-1618).
- Cristòfol (1569-1636), casat amb Lambertina de Ligne (1593-1651).
- Edzard (1571-1572).
- Elisabet (1572-1573).
- Sofia (1574-1630).
- Carles Otó (1577-1603).
- Maria (1582-1616), casada amb Juli Ernest de Brunsvic-Dannenberg (1571-1636).